# فارسی اول دبستان (بخوانیم)
کتاب  فارسی اول دبستان، فارسی بخوانیم یک کتاب درسی و آموزشی است که توسط اداره کل چاپ و توزیع کتاب‌های درسی منتشر شده است. این کتاب درسی برای آموزش زبان فارسی پایه اول دبستان‌های ایران اختصاص یافته‌است. این کتاب شامل ۹ فصل است.